# Перово (Вологодская область)
Перово — деревня в Сямженском районе Вологодской области.
Входит в состав Устьрецкого сельского поселения, с точки зрения административно-территориального деления — в Устьрецкий сельсовет.
Расстояние по автодороге до районного центра Сямжи — 14,5 км, до центра муниципального образования Усть-Реки — 6,5 км. Ближайшие населённые пункты — Слободка, Шокша, Чертиха.

## История
В 1966 г. указом президиума ВС РСФСР деревня Брехово переименована в Перово.

## Население
| 2010 |
| ---- |
| 0    |